# Asseco

Logo

A Asseco Poland SA é uma empresa multinacional de software, com clientes principalmente nos setores bancário e financeiro. Foi fundada em 1991, e sua sede fica em Rzeszów, na Polônia. A Asseco é uma das maiores empresas do setor de tecnologia cotada na Bolsa de Valores de Varsóvia. A atual corporação é o resultado de uma fusão de 2004 entre a Asset Soft AS e a COMP Rzeszów SA. 
As receitas consolidadas do Grupo Asseco em 2020 totalizaram PLN 12,19 bilhões e o lucro líquido foi de PLN 401,9 milhões. O lucro operacional totalizou mais de PLN 23,8 milhões. 

## História
A Asseco foi fundada como COMP Rzeszów em 1991 por Adam Goral. Começou como uma fábrica de ketchup, mas a Goral focou no desenvolvimento do departamento de informática da fabricante, que logo se tornou o centro do negócio. A empresa tornou-se multinacional com a compra da empresa Slocak Asset Soft em 2004, e a empresa foi renomeada como Asseco. Ela continuou a fazer aquisições, comprando as empresas de software polonesas Softbank e Prokom, e se aventurou fora do antigo Bloco Oriental com a compra em 2010 da empresa de software israelense Formula Systems.  Desde então, expandiu-se para uma presença em mais de 50 países.

## Estrutura da empresa

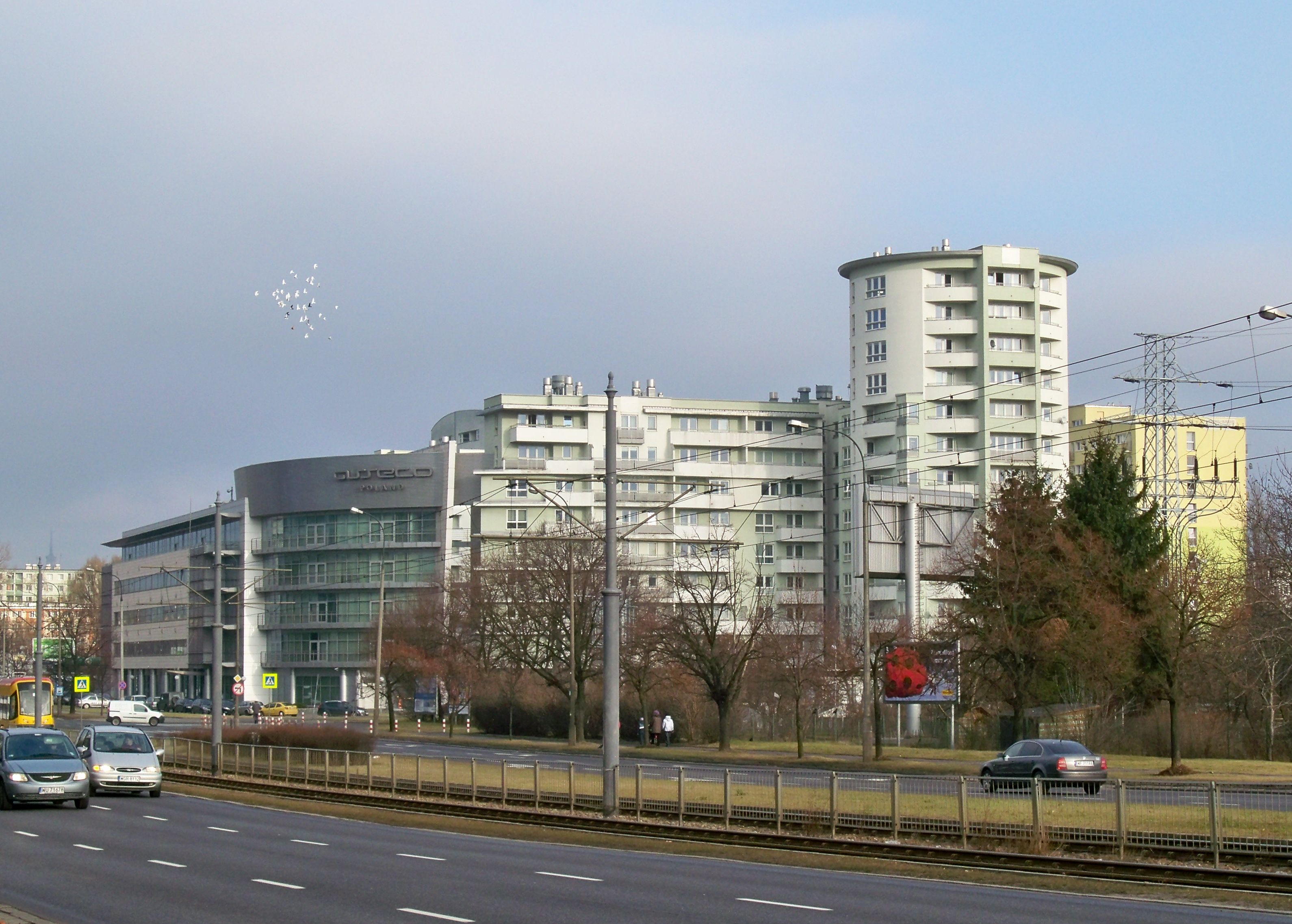
Sede da Asseco em Varsóvia

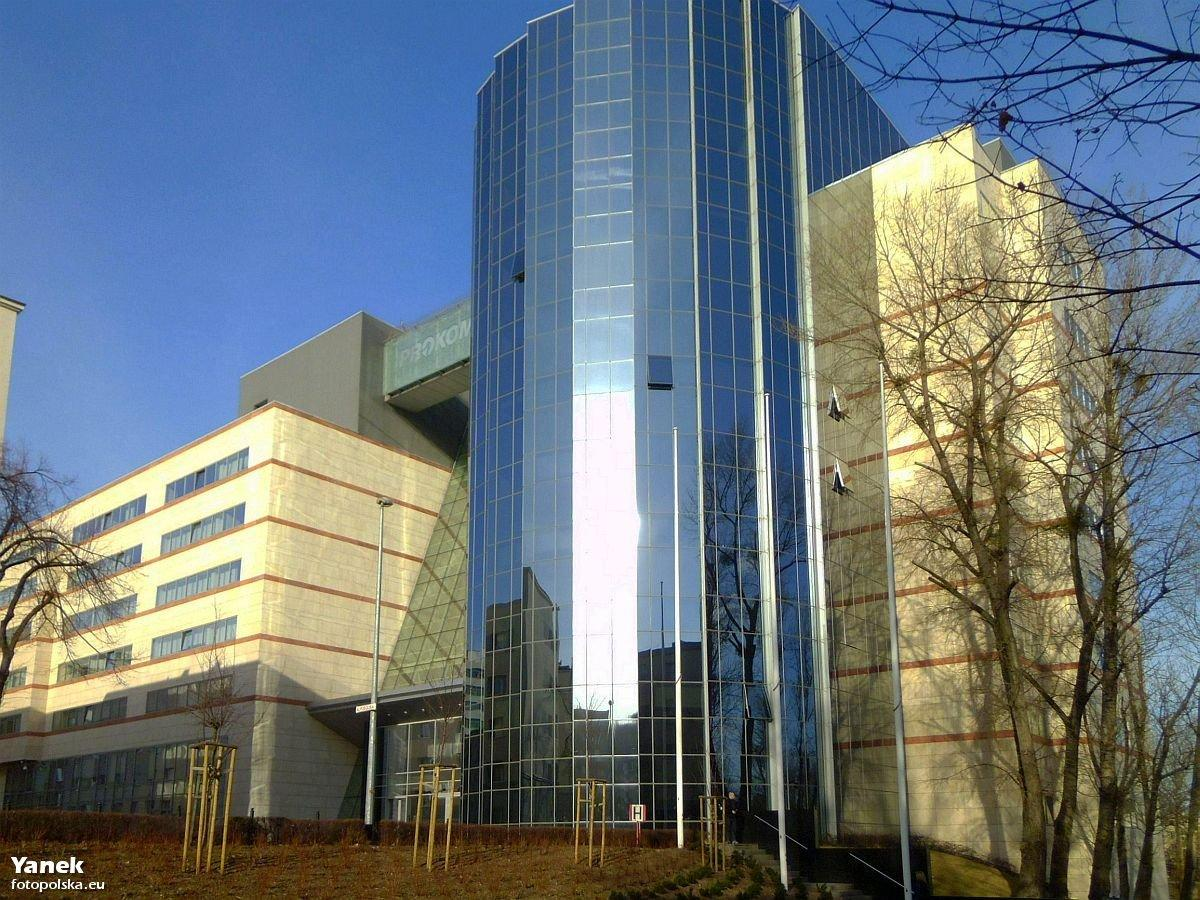
Escritório da Asseco Polónia em Gdynia

A Asseco Poland SA está sediada em Rzeszów e Varsóvia com escritórios em toda a Polónia,  e está presente em mais de 50 países em todo o mundo, com filiais na Eslováquia, República Checa, Áustria, Lituânia, Alemanha, Roménia, Hungria, Espanha, Estados Unidos, Israel, Japão, Turquia e Bálcãs. A empresa ficou em sexto lugar no ranking Truffle 100 dos maiores produtores de software da Europa. 
Polônia:
- Asseco Poland SA
- Asseco Business Solutions SA
- Asseco Data Systems SA
- Novum Sp. z oo
- Postdata SA
- Gladstone Consulting
- SKG SA
- DahliaMatic Sp. z o.o.

Israel:
- Matrix
- Sapiens
- Magic Software

A Europa Central:
- Asseco Central Europe a.s.
- Asseco Solutions a.s.
- Asseco Central Europe Magyarorszag Zrt.
- Asseco Hungary Zrt.
- DanubePay, a. s.
- Asseco Solutions AG
- InterWay, a. s.
- exe, a. s.
- eDocu, a. s.
- Asseco BERIT

Sudeste da Europa:
- Asseco South Eastern Europe S.A. (Asseco SEE Grupa)
- Asseco SEE d.o.o., Bosnia and Herzegovina
- Asseco SEE o.o.d., Bulgaria
- Asseco SEE d.o.o., Croatia
- Asseco SEE Sh.p.k., Kosovo
- Asseco SEE d.o.o.e.l., Macedonia
- Asseco SEE d.o.o., Montenegro
- Asseco SEE s.r.l., Romania
- Asseco SEE d.o.o., Serbia
- Asseco SEE d.o.o., Slovenia
- Asseco SEE Teknoloji A.Ş., Turkey

Europa Ocidental:
- Asseco Spain SA
- Necomplus, S.L.
- Asseco PST

Norte da Europa:
- Asseco Denmark A/S
- Peak Consulting Group
- Sintagma, UAB
- Asseco Lietuva, UAB
- CodeConnexion